# 威廉·達姆斯
威廉·巴尼姆·達姆斯（德語：Wilhelm Barnim Dames，1843年6月9日—1898年12月22日）是一名德國古生物學家，他在1894年描述了第一個完整的早期鳥類始祖鳥標本。這件標本目前收藏於柏林自然博物館。
他曾就讀於柏林大學和布雷斯勞大學，是費迪南德·馮·羅默爾的學生。1874年，他獲得碩士學位，並於1891年接替海因里希·恩斯特·貝里希成為柏林大學地質學及古生物學的正教授。他與伊曼紐·凱瑟共同編輯期刊《古生物學論文》（Paläontologische Abhandlungen）。
達姆斯也是第一位在1883年描述埃及古鯨化石的人。1894年，他出版《論埃及古鯨以及古鯨類與其他鯨豚類的關係》（Über Zeuglodonten aus Ägypten und die Beziehungen der Archaeoceten zu den übrigen Cetaceen）。
達姆斯在下西里西亞研究過的泥盆紀腕足類，以他的名字命名為 「Kyrtatrypa barnimi」。

## 所命名的分類
（列表可能不完整）
- 1个威廉·達姆斯命名的分類單元